# Chris Cain

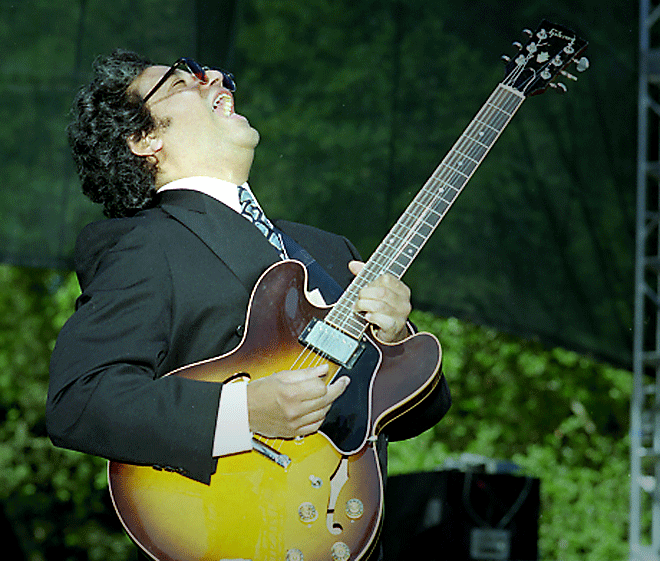
Chris Cain 1999 beim Santa Cruz Blues Festival

Chris Cain (* 19. November 1955 in San José (Kalifornien)) ist ein US-amerikanischer Bluesmusiker.

## Biografie
Cain hatte einen Blues-begeisterten Vater, der ihn bereits mit drei Jahren zu einem B. B. King-Konzert mitnahm. Zu Hause lief ständig die Musik von B. B. King, Ray Charles, Freddie King, Albert King und anderen Größen der Blues- und Jazzszene.
Mit acht Jahren brachte Cain sich das Gitarrespielen selbst bei. Als Jugendlicher spielte er in lokalen Clubs, auf Festivals und bei privaten Festen. Er studierte Musik am San Jose City College, wo er dann Jazzimprovisation lehrte. Neben der Gitarre spielt er auch Klavier, Bassgitarre, Klarinette und Saxofon.
1987 veröffentlichte Cain sein Debütalbum Late Night City Blues, das 1988 für mehrere Blues Music Awards nominiert wurde. Der Erfolg verschaffte ihm Auftritte in den gesamten USA und auch in Europa.
Cain konnte seine Popularität bis heute aufrechterhalten. Im Laufe der Jahre veröffentlichte er ein gutes Dutzend Alben. 2018 wurde Chris Cain für den Blues Music Award in der Kategorie „Gitarrist“ nominiert.

## Diskografie
- 1987: Late Night City Blues[1][4][2]
- 1990: Cuttin’ Loose
- 1992: Can’t Buy a Break
- 1995: Somewhere Along the Way
- 1997: Unscheduled Flight
- 1998: Live at the Rep
- 1999: Christmas Cain: Blues for the Holidays
- 2001: Cain Does King
- 2003: Hall of Shame
- 2010: So Many Miles
- 2015: King of the Blues mit der Rodger Fox Big Band
- 2017: Chris Cain
- 2017: Romaphonic Session mit Nasta Super
- 2021: Raisin’ Cain
- 2024: Good Intensions Gone Bad